# Argulus mexicanus
Argulus mexicanus is een visluizensoort uit de familie van de Argulidae. De wetenschappelijke naam van de soort is voor het eerst geldig gepubliceerd in 1995 door Pineda, Paramo & del Rio.